# Coupe Spengler 1936
Navigation
Édition précédente Édition suivante
La Coupe Spengler 1936 est la 14e édition de la Coupe Spengler. Elle se déroule en décembre 1936 à Davos, en Suisse.

## Règlement du tournoi
Les six équipes sont réparties en deux groupes de trois équipes chacune. Le groupe A est composé du Berlin SC, du Hockey Club Davos et de l'Université de Cambridge. Le groupe B est composé de l'Université d'Oxford, du LTC Prague et du Zürcher SC
Les équipes jouent un match contre chacune des autres équipe de son groupe. La deuxième équipe du groupe A rencontre la deuxième équipe du groupe B pour la 3e place. Les premiers de chaque groupe se rencontrent afin de déterminer le vainqueur de la Coupe Spengler.

## Résultats

### Phase de groupes

#### Groupe A
| Clt   | Équipe                  | PJ | V | VP | D | DP | BP | BC | Pts |
| ----- | ----------------------- | -- | - | -- | - | -- | -- | -- | --- |
| +001, | HC Davos                | 2  | 1 | 1  | 0 | 0  | 15 | 3  | 4   |
| +002, | Berlin SC               | 2  | 1 | 0  | 0 | 1  | 3  | 4  | 2   |
| +003, | Université de Cambridge | 2  | 0 | 0  | 2 | 0  | 3  | 14 | 0   |

- Qualifié directement pour la finale

| décembre | HC Davos | 12-2 | Université de Cambridge |  |

| décembre | Berlin SC | 2-1 | Université de Cambridge |  |

| décembre | HC Davos | 3-1 (pr) | Berlin SC |  |

#### Groupe B
| Clt   | Équipe              | PJ | V | VP | D | DP | BP | BC | Pts |
| ----- | ------------------- | -- | - | -- | - | -- | -- | -- | --- |
| +001, | LTC Prague          | 2  | 2 | 0  | 0 | 0  | 16 | 0  | 4   |
| +002, | Zürcher SC          | 2  | 1 | 0  | 1 | 0  | 11 | 3  | 2   |
| +003, | Université d'Oxford | 2  | 0 | 0  | 2 | 0  | 1  | 25 | 0   |

- Qualifié directement pour la finale

| décembre | Université d'Oxford | 1-11 | Zürcher SC |  |

| décembre | Université d'Oxford | 0-14 | LTC Prague |  |

| décembre | LTC Prague | 2-0 | Zürcher SC |  |

### Phase finale

#### Match pour la3eplace
| 31 décembre | Berlin SC | 2-1 | Zürcher SC | Eisstadion Davos |

#### Finale
| 31 décembre | LTC Prague | 0-1 (pr) | HC Davos | Eisstadion Davos |